# Sydney John Smith
Pour les articles homonymes, voir Sydney Smith et Smith.
Sydney John Smith (23 septembre 1892 - 15 juillet 1976) est un homme politique, fermier, rancher et homme d'affaires de la Saskatchewan, Colombie-Britannique et fédéral canadien. Il est président du Sénat du Canada de 1966 à 1968.
Il est aussi député libéral, membre de la coalition libérale-conservatrice, de la circonscription britanno-colombienne de Kamloops de 1949 à 1952.

## Biographie

### Premières années
Né à Ottawa en Ontario, Smith étudie au Lisgar Collegiate Institute avant de s'installer en Saskatchewan avec sa famille. Il étudie ensuite à l'université de New York en plus de faire une formation à distance et de jouer avec les Roughriders de la Saskatchewan à Regina. Entretemps, il occupe aussi un emploi de vendeur de voitures.

### Carrière politique

#### Saskatchewan
S'installant à Gull Lake en Saskatchewan, il devient conseiller municipal et maire de la ville de 1921 à 1925.
Smith tente sans succès d'obtenir un siège à l'Assemblée législative de la Saskatchewan lors de l'élection de 1934 en tant que candidat libéral dans la circonscription de Gull Lake, mais est défait par le fermier-travailliste Herman Henry Kemper (en).

#### Colombie-Britannique
Déménageant à Kamloops en Colombie-Britannique, il élève du bétail et cultive du houblon tout en s'impliquant dans la vente d'automobiles et d'équipement lourd. Il ouvre plusieurs entreprise dont la Sydney Smith Ltd., Sydney Smith U Drive Ltd., Sydmar Estates Ltd. et la Highway Equipment Co. Ltd..
En 1951 et en 1952, il est président de la British Columbia Hospital Insurrance Inquiry Board.
Smith entre en politique provinciale en se faisant élire député libéral lors de l'élection de 1949. Après un mandat, il est défait par le créditiste et futur ministre Phil Gaglardi. Il sert ensuite comme président de l'Association libérale de la Colombie-Britannique de 1953 à 1959.

#### Politique fédérale
En 1957, il est nommé au Sénat du Canada pour division sénatoriale de Kamloops sous recommandation du premier ministre Louis St-Laurent. Il devient président de la chambre haute en 1966, après recommandation de Lester B. Pearson, et demeure en poste jusqu'à sa démission en septembre 1968. Il quitte le sénat le jour du réveillon la même année pour raison de santé.

### Dernières années
Smith meurt à Victoria en septembre 1976 à l'âge de 83 ans. Sa dépouille est inhumée au cimetière Royal Oak de la capitale britanno-colombienne.

## Hommage
Un portrait de Smith est commandé par le Sénat et réalisé par le peintre et portraitiste Kenneth Forbes.